# عملية مرصاد
عملية مرصاد (عملية الفخ، الاسم الرمزي الإيراني)، يشار إليها بدلا من ذلك باسم عملية فروغ جاویدان (عملية الضياء الخالد، الاسم الرمزي ل‍مجاهدي خلق)، كانت العملية العسكرية الكبرى الأخيرة في الحرب العراقية الإيرانية، التي نفذتها وانتهت بانتصار حاسم لإيران. وتضمنت العملية هجوما مضادا ناجحا ضد توغل عسكري من العراق في يوليو 1988 شنته قوة عسكرية قوامها نحو 7،000 مقاتل من مجاهدي خلق. وكان مقاتلو مجاهدي خلق مسلحين ومجهزين وحصلوا على دعم جوي من الجيش العراقي. بدأت عملية مرصاد بقيادة الفريق علي صياد شيرازي في 26 يوليو 1988 ولم تستمر سوى بضعة أيام، حيث سحقت القوات المسلحة الإيرانية مجاهدي خلق في ما كان آخر عملية عسكرية لها أي أهمية كبيرة خلال الحرب.
وقبلت إيران والعراق قرار مجلس الأمن الدولي رقم 598، الذي سينهي الحرب في 8 أغسطس 1988. بيد ان جماعة مجاهدى خلق المسلحة التي يدعمها العراق انتهزت الفرصة لمهاجمة وسط إيران قبل دخول وقف اطلاق النار حيز التنفيذ. هزم الجيش الإيراني الهجوم بشكل حاسم.

## تمهيد
في 20 يوليو 1988 كانت الحرب الإيرانية العراقية على وشك الانتهاء بموجب قرار مجلس الأمن الدولي رقم 598. وكانت إيران قد منيت بهزائم كبيرة في جنوب العراق خلال معركة الفاو الثانية و‌عمليات توكلنا على الله وكذلك على طول الجزء الأوسط من الحدود داخل إيران، وكانت تفكر في قبول وقف إطلاق النار. وفي 26 يوليو 1988 أي بعد ستة أيام من اعلان روح الله الخميني قبوله رسميا لقرار الامم المتحدة بوقف اطلاق النار وبعد ان شهد انتصارات عراقية في الأشهر الماضية، تقدم مجاهدي خلق تحت غطاء جوي عراقي كثيف عبر الحدود الإيرانية من العراق. وتقدمت لمسافة تصل إلى 145 كلم (90 ميل) وعلى طول الطريق استولت وهدمت ارض بلدة إسلام أباد غرب الإيرانية. ومع تقدمها نحو إيران، أوقف العراق دعمه الجوي وقطعت القوات الإيرانية خطوط الإمداد التابعة لجيش التحرير الوطني (أي قوات مجاهدي خلق) وشنت هجوما مضادا تحت غطاء الطائرات المقاتلة والمروحيات الحربية.
وسيكون الهجوم الذي وافقت عليه القيادة العراقية هجوما من شقين. كان جزء من قوة مجاهدي خلق سيهاجم القوات الإيرانية في كردستان العراق، وكانت المنطقة لا تزال في أيدي الإيرانيين والبيشمركة. عندما تتحرك القوات الإيرانية لمحاربة هجوم مجاهدي خلق في كردستان، ستشن جماعة مجاهدي خلق الإيرانية المسلحة المنشقة، بدعم من القوات الجوية العراقية، توغلا واسع النطاق في الجزء الأوسط من إيران، بهدف الوصول إلى قلب إيران. وعبرت حركة مجاهدي خلق بزعامة مسعود رجوي عن أملها في ان يؤدي الهجوم إلى انتفاضة عامة ضد حكومة آية الله خوميني الإسلامية. رجوي سيقود مجاهدين بدعم عراقي في هجوم على الحدود الغربية لإيران.

## عملية الضوء الأبدي
وفي 26 يوليو 1988، بدأت مجاهدي سبيل، بدعم من الجيش العراقي، عملیة فروغ جاویدان (الضوء الأبدي) في وسط إيران. عملت مجاهجدين مع القوات الجوية العراقية، وتقدموا نحو مدينة كرمانشاه الإيرانية وتقدموا بسرعة، واستولوا على بلدات قصر شيرين و‌سربل ذهاب و‌كرند غرب و‌إسلام أباد غرب ودمروها. ولم يلق مجاهدي خلق مقاومة تذكر من الأعداد المحدودة من الحرس الثوري، الذين هزموا على الفور، حيث اندفعوا مسافة 145 كيلومترا (90 ميلا) في عمق إيران نحو كرمانشاه، عاصمة المحافظة، وبدا الطريق إلى طهران مفتوحا على مصراعيه.
وقد أبطأ المقاتلون الأكراد في إيران التقدم بعض الشيء، مما أتاح الوقت للإيرانيين لإعداد هجومهم المضاد. وبمجرد أن تقدمت مجاهدي خلق إلى ما وراء نطاق الغطاء الجوي العراقي الفعال، ما منح الإيرانيين تفوقا جويا، شن الجيش الإيراني هجومه المضاد، عملية مرصاد، بقيادة الفريق علي صياد شيرازي. وقد هبطت المظلات الإيرانية خلف خطوط مجاهدي خلق الممتدة. وقد قصفت طائرات إف-4 فانتوم التابعة لسلاح الجو الإيراني مواكب لمجاهدي خلق على طريق كرمانشاه السريع وتلتها مروحيات تابعة لسلاح الطيران الحربي باستخدام صواريخ مضادة للدبابات. معظم دروع العدو دمرت، في نسخة مصغرة من طريق الموت السريع خلال حرب الخليج العربي.